# Каулес (Небраска)
Каулес (англ. Cowles) — селище (англ. village) в США, в окрузі Вебстер штату Небраска. Населення — 21 особа (2020).

## Географія
Каулес розташований за координатами 40°10′17″ пн. ш. 98°26′56″ зх. д. / 40.17139° пн. ш. 98.44889° зх. д. (40.171400, -98.449019).  За даними Бюро перепису населення США в 2010 році селище мало площу 1,44 км², уся площа — суходіл.

## Демографія
Згідно з переписом 2010 року, у селищі мешкало 30 осіб у 11 домогосподарстві у складі 9 родин. Густота населення становила 21 особа/км².  Було 13 помешкання (9/км²).
Расовий склад населення:
| - 100,0 % — білих |

До двох чи більше рас належало 0,0 %. Частка іспаномовних становила 0,0 % від усіх жителів.
За віковим діапазоном населення розподілялося таким чином: 36,7 % — особи молодші 18 років, 36,6 % — особи у віці 18—64 років, 26,7 % — особи у віці 65 років та старші. Медіана віку мешканця становила 41,5 року. На 100 осіб жіночої статі у селищі припадало 172,7 чоловіків;  на 100 жінок у віці від 18 років та старших — 137,5 чоловіків також старших 18 років.
За межею бідності перебувало 16,7 % осіб, у тому числі 0,0 % дітей у віці до 18 років та 66,7 % осіб у віці 65 років та старших.
Цивільне працевлаштоване населення становило 7 осіб. Основні галузі зайнятості: освіта, охорона здоров'я та соціальна допомога — 57,1 %, сільське господарство, лісництво, риболовля — 14,3 %.